# 克洛 (喬治亞州)
克洛（英語：Clyo）是位於美國喬治亞州埃芬漢縣的一個非建制地區。該地的面積和人口皆未知。

## 地理
克洛的座標為32°29′03″N 81°16′01″W / 32.48417°N 81.26694°W，而該地的平均海拔高度為22米（即72英尺）。